# Главное общество авторов и издателей

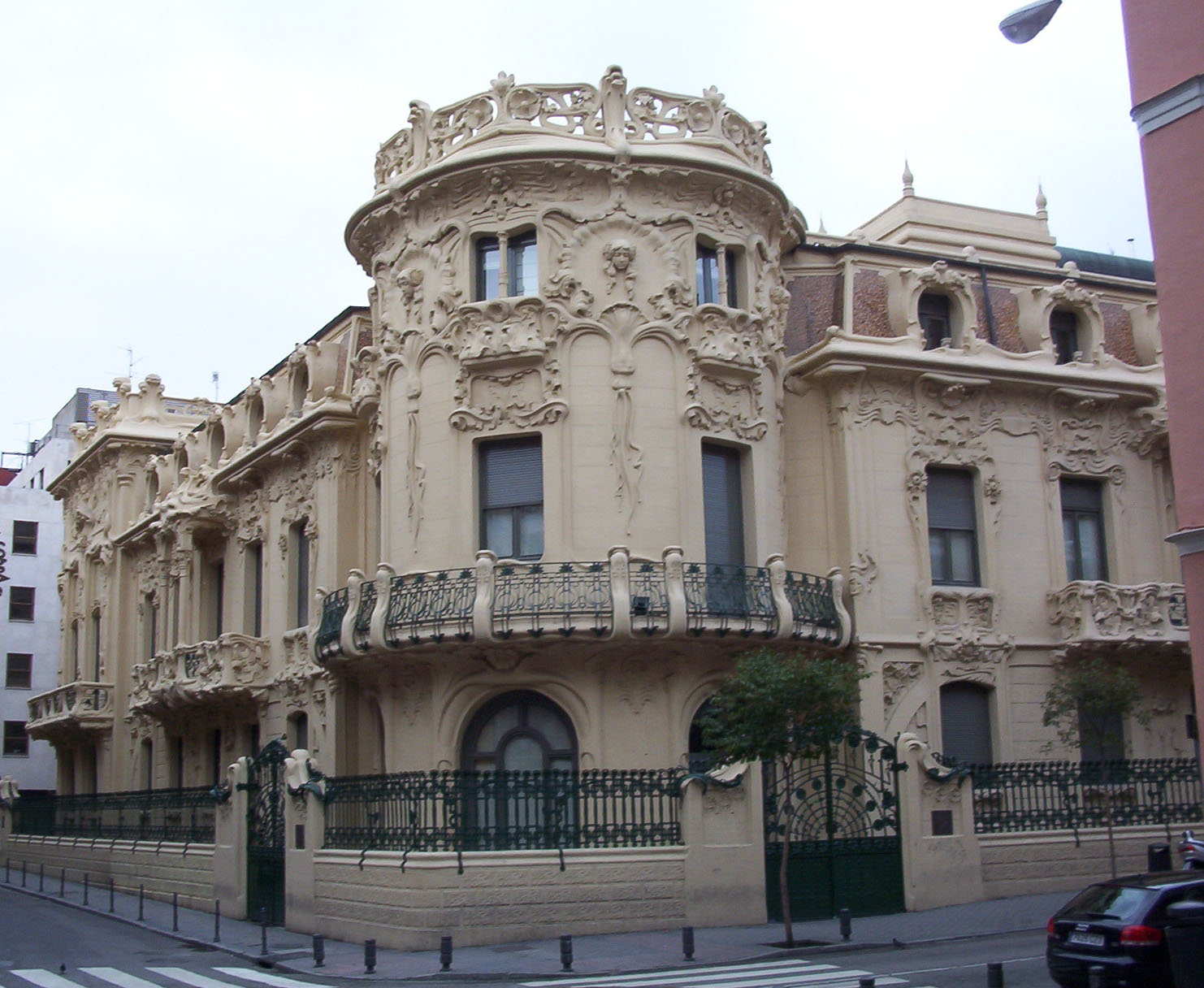
SGAE штаб-квартира, базирующаяся в здании Palacio Longoria building в Мадриде

Главное общество авторов и издателей (Sociedad General de Autores y Editores, SGAE) — основное общество по сбору авторских вознаграждений для авторов песен, композиторов и музыкальных издателей в Испании. По роду работы общество схоже с обществами AGADU, ASCAP, GEMA, SADAIC и SAYCO. Испанский филолог, поэт, композитор, сценарист, кино и телевизионный режиссёр, продюсер Antón Reixa (р. 1957) является председателем Совета директоров общества с мая 2012 года. Общество SGAE было основано в 1889 году как авторское общество Испании. В 1995 году название общества было изменено на общество авторов и издателей.
SGAE защищает интересы более чем 100 000 авторов музыкальных, аудиовизуальных и драматических произведений. Миссия общества заключается в защите прав своих членов на использование произведений по всему миру. Общество специализируется на контроле воспроизведений, публичных исполнений и многих других форм музыкальной деятельности людей. Результаты его деятельности проявляются в сборе средств за использование произведения и распределение их в качестве авторских вознаграждений.
В обществе работает около 430 сотрудников. Оно имеет более 200 представительств в Испании и за рубежом (офисы в США, Бразилии, Мексике, Кубе и Аргентине). SGAE защищает права более двух миллионов участников со всего мира. Он делает это через соглашения о взаимном представительстве, заключенные с 150 зарубежными обществами, которые, в свою очередь, администрировать и защищать права своих членов в их соответствующих территориях.
Испанское Главное общество авторов и издателей — не только механизм для управления правами. Через свой авторский фонд и в сотрудничестве с учреждениями культуры, SGAE занимается поддержкой своих членов, распространением их произведений по всему миру, распределении социальных пособий авторам.

## Носители информации
Одним из основных направлений деятельности SGAE поддержка авторского права на вознаграждение за свободное воспроизведение фонограмм и аудиовизуальных произведений в личных целях в виде налоговых сборов. Налогообложение предусмотрено в испанском законе об интеллектуальной собственности 22/1987 от 11 ноября. Плата берется за использование аудио и видео устройств, таких как магнитные ленты, музыкальные центры или телевизоры, а также за пустые CD, DVD-диски, внешние жесткие диски и сотовые телефоны, способные записывать и проигрывать музыку.

### Противники
Плата за цифровые носители информации была принята в 2007 году. Плата вводилась в качестве компенсации за частное копирование как физическими лицами, так и компаниями, которые должны были платить деньги независимо от предполагаемого использования устройства. Это был основной аргумент противников налога на пустой носитель, которые считают, что не избирательное применение закона не уважает презумпцию невиновности потребителей. Однако испанский Закон об интеллектуальной собственности признал право на копирование в личных целях, поэтому здесь нет никакой презумпции невиновности. В феврале 2010 года испанские организации пользователей Интернета собрали три миллиона подписей за отмену такого налога.

### Защитники
Помимо Испании, такой налог также распространен в европейских странах и рассматривается как компенсация, принятая во всех странах Европейского Союза в соответствии с директивой 2001/29/EC, которая в статье 5 разрешает копирование в личных целях при условии, что законодательство адекватно компенсирует авторские вознаграждения. Ирландия, Великобритания, Люксембург, Мальта и Кипр не признают право частного копирования, поэтому там плата не взимается. Другие страны предпочли выплачивать деньги авторам напрямую. Так в Норвегии 40 миллионов евро было потрачено на эти цели в течение 2010 года. За пределами Европы, плата взимается в таких странах, как Канада, а в США, носитель записи облагаются налогом по ставке 3 %.

## Противоречия
SGAE был вовлечен в несколько споров, таких как штраф за театральную постановку, чьи права принадлежат наследникам Федерико Гарсиа Лорки.
СГАЕ также отстаивал авторские права на произведения авторов, умерших более 70 лет назад, которые, согласно Европейскому законодательству, считаются находящимися в общественном достоянии. Проблема в этом случае возникает из-за того, что многие классические пьесы требуют адаптации на современный испанский язык с оригинального устаревшего языка, поэтому в этих случаях взимание платы требуется для адаптации произведения.

## Правовые коллизии
1 июля 2011 года восемь членов SGAE, включая президента, Тедди Баутиста, были арестованы и обвинены в хищениях. Следственный комитет Испании подсчитал, что около 87 миллионов евро было присвоено членами общества напрямую или косвенно с 1997 по 2011 год. В 2011 году Баутиста подал в отставку с должности президента SGAE.
5 сентября 2017 года 150 испанских музыкантов, среди которых Алехандро Санс, Пабло Альборан, Малу и другие, подписали манифест, в котором называют испанскую музыку "жертвой мошенничества" со стороны SAGE и требуют немедленного вмешательства Министерства культуры.